# تیوب (بسته‌بندی)
تیوب نوعی ظرف بسته‌بندی نرم است که برای انتقال و نگهداری مایعات غلیظ و پرچگال نظیر خمیر دندان، چسب، شکلات مایع، رنگ نقاشی، پمادها و غیره مورد استفاده قرار می‌گیرد. برای استفاده و خروج مایع، مصرف‌کننده باید تیوب را بفشرد. جنس تیوب‌ها پلاستیک، مقوا یا آلومینیومی است. مقطع عرضی تیوب‌ها بیضی است و شکل عمومی آن‌ها استوانه‌ای است. ته تیوب‌ها در ابتدا باز بوده که بعداً" پرس و مسدود می‌شود.